# Dobrla vas
Dobrla vas (včasih tudi Dobrla ves; nemško Eberndorf) je naselje na avstrijskem Koroškem, eden izmed krajev, kjer živi močna skupnost koroških Slovencev. Naselje je upravno, obrtno in oskrbno središče Podjune, sedež istoimenske občine in sodnega okraja. Največje naselje v občini pa ni Dobrla vas (ok. 1100 prebivalcev), temveč Sinča vas (ok. 1600 prebivalcev).
V naselju deluje nekaj manjših industrijskih obratov. V Dobrli vasi delujeta Slovenska posojilnica in hranilnica (od leta 1899) in Slovensko prosvetno društvo Srce (od leta 1906).

## Geografija
Dobrla vas se nahaja 8 km južno od Velikovca in je od Klopinjskega jezera (Klopeiner See) oddaljena 4 km.  V okolici so še druga manjša jezera: Malo jezero (Kleinesee), Zablaško jezero (Turnersee), Goslinjsko jezero (Gösseldorfer See), 

### Vasi in zaselki v občini
Občina je sestavljena iz 8 katastrskih občin: Bukovje, Lovanke, Goselna vas, Sinča vas, Belovče, Metlova, Mokrije in Priblja vas. V občini je 25 vasi in zaselkov (število prebivalstva stanje 2011 je v oklepaju)):
| - Belovče - Loibegg (103) - Bukovje - Buchbrunn (97) - Dobrava - Hart (139) - Dole - Duell (0) - Dobrla vas - Eberndorf (1.062) - Dvor - Hof (54) - Goselna vas - Gösselsdorf (635) - Graben - Graben (0) | - Homec - Homitzberg (28) - Humče - Humtschach (125) - Lovanke - Gablern (264) - Jezernica - Seebach (109) - Kazaze - Edling (178) - Kokje - Köcking (210) - Metlova - Mittlern (626) - Mokrije - Mökriach (92) - Podhom - Buchhalm (119) | - Podgora - Unterbergen (24) - Priblja vas - Pribelsdorf (236) - Pudab - Pudab (23) - Sinča vas - Kühnsdorf (1.548) - Šmakež - Sankt Marxen (57) - Voglje - Kohldorf (83) - Zgornji Podgrad - Oberburg (72) - Žirovnica - Wasserhofen (16) |

## Grb
Dobrolski grb ima v polju belega, na desno stran obrnjenega samoroga, stoječega na zlatem polkrožnem hribu.  Občinski grb izvira iz grba Dobrlskega samostana, iz časov jezuitske uprave.

## Zgodovina
Naselje se v arhivskih dokumentih prvič omenja med letoma 1060 in 1070. Po letu 1085 ga je furlanski grof Kacelin z vsemi posestvi vred zapustil  oglejskemu patriarhu Frideriku II., da bi le-ta tu ustanovil samostan avguštinskih redovnih kanonikov. Ker je bil patriarh Friderik II. kmalu zatem umorjen, je volilo Kacelina uresničil šele naslednji patriarh po več kot dvajsetih letih. Turki so kraj v letih 1476 do 1483 trikrat napadli in ga huje opustošili.
Občina Dobrla vas je bila ustanovljena leta 1850 in je postala postopoma do leta 1866 največja občina na Avstrijskem Koroškem. Leta 1876 so bile od nje odcepljene občine Globasnica, Rikarja vas in Žitara vas. Grabalja vas in Škocjan v Podjuni sta bili združeni v novo občino Škocjan v Podjuni. Leta 1944 je bila priključena katastrska občina Mokrije. Leta 1952 je dobila občina nov naziv: trška občina Dobrla vas.
Od konca junija 1919 do plebiscita oktobra 1920 je bil v Dobrli vasi sedež generalnega vikarja za cono A plebiscitarnega okrožja.

### Samostan v Dobrli vasi
Samostan avguštinskega  reda je bil v Dobrli vasi ustanovljen leta 1194. Samostan so v 15. stoletju povečali, leta 1603 pa so ga prevzeli jezuiti iz Gradca, ki so ga vodili vse do leta 1773. Leta 1604 je postal samostan jezuitska rezidenca in je bil center kulturnega življenja v Podjuni, vse do razpustitve reda leta 1773. Dobrlski samostan je postal leta 1809 last samostana v Šentpavlu v Labotski dolini, ki je še danes njegov lastnik.

### Župnijska cerkev Marijinega vnebovzetja
Župnijsko cerkev Marijinega vnebovzetja v Dobrli vasi je dal grof Kacelin zgraditi že pred letom 1106. Sedanja stavba kaže gotske značilnosti. Ob cerkvi je poslopje nekdanjega jezuitskega samostana s trinadstropnim arkadnim dvoriščem, zgrajenim okoli leta 1632. 
Prvotni ravni leseni strop v glavni ladji so verjetno v času delovanja tukajšnjega prošta Valentina Fabrija in hkrati nadžupnika v Slovenskih Konjicah (1487–1497), nadomestili z mrežastim poznogotskim obokom. Dobrlovški obok je slogovno tako podoben konjiškemu rebrastemu tripolnemu oboku s figuralnimi konzolami in sklepniki (1400–1506), poslikanemu s poznogotskim vitičjem in akantom v toplih in barvitih tonih, da je skupna pobuda zanju nedvoumna in bi ju lahko pripisali kar isti koroški stavbarski delavnici.

## Hranilnica in posojilnica
Leta 1890 je bila ustanovljena domača Hranilnica in posojilnica v Sinči vasi, (danes Posojilnica Bank Podjuna), ki ima pomembno vlogo pri gospodarskem, (kot sponzor) pri kulturnem razvoju kraja in občine ter ohranjanju slovenskega jezika. Danes ima  poslovalnice v Škocjanu, v Šentprimožu (samopostrežna poslovalnica), v Sinči vasi in v Velikovcu. Po zapiskih Ursule Sienčnik Hranilnica in posojilnica ne samo finančno podpira  društvo Srce, temveč mu je dala na razpolago tudi primerne prostore za društvene dejavnosti. Leta 1902 je Hranilnica in posojilnica, podružnica Sinča vas kupila Babičevo posestvo sredi Dobrle vasi. Leto dni pozneje je bila zgrajena stavba, v kateri je deloval tudi tedanji Narodni dom. 

## Slovensko društveno življenje
Ob koncu 19. in v začetku 20. stoletja je bila celotna občina Dobrla vas še skoraj povsem slovenska. Le redki prebivalci so govorili nemški jezik. Organizirano društveno življenje Slovencev se je v tem času razcvetelo. Tedaj je Družba sv. Cirila in Metoda ustanavljala svoje podružnice po Koroškem: leta 1888 v Apačah, 1890 v Priblji vasi in leta 1908 v Šmarjeti v Rožu. Leta 1907 je bilo ustanovljeno društvo Trta v Žitari vasi, leta 1904 pa Društvo Korotan ter leta 1910 na podružnicah župnije Dobrla vas t. i. Slovenske straže. Istočasno se je razvijala slovenska zborovska kultura. Laični in cerkveni zbori so postali pomembni razvojni element slovenske jezikovne kulture. Kdor je pel v zboru, je povečini obvladal tudi lepo pismeno slovenščino.

### Slovensko prosvetno društvo »Srce«
25. marca 1906 je bilo ustanovljeno Katoliško izobraževalno društvo Dobrla ves na pobudo ustanoviteljev domače hranilnice in posojilnice, tedanjega župana Janeza Šumaha ter kaplana Ivana Kogelnika. 
Pomembne društvene dejavnosti so bile ljudsko gledališče, izobraževanje, razvoj bralne kulture z lastno društveno knjižnico ter tamburaški orkester. Leta 1909 je bila ustanovljena telovadna sekcija »Orel«. Posojilnica je kupila leta 1913 Paternužovo domačijo, da bi zgradili Kulturni dom. Dograjen je bil šele nekaj let po prvi svetovni vojni.
Medvojni čas, že od 20-ih let minulega stoletja naprej, so zaznamovale številne diskriminacije in zapostavljanja. Celo Kulturni dom je bil zaplenjen. Med drugo svetovno vojno so bila vsa slovenska društva prepovedana, enako tudi slovenski govor. Imetje slovenskih društev in organizacij je bilo zaplenjeno ali pa uničeno. Leta 1946 je bilo društvo obnovljeno, pod sedanjim imenom Slovensko prosvetno društvo Srce in je od tedaj osrednji kulturni dejavnik v občini.

## Slovensko narečje
V Dobrli vasi živeči Slovenci govorijo podjunsko narečje slovenskega jezika, ki spada v koroško narečno skupino.
| Št. preb. 2001 | Delež Slovencev 2001 | Delež Slovencev 1991 | Delež Slovencev 1971 | Delež Slovencev 1961 | Delež Slovencev 1951 |
| -------------- | -------------------- | -------------------- | -------------------- | -------------------- | -------------------- |
| 1039           | 11,1 %               | 15,4 %               | 11 %                 | 11,6 %               | 27,4 %               |

## Cerkvena ureditev
V občini Dobrla vas delujejo tri župnije:
- Dobrla vas
- Kazaze
- Sinča vas

Dobrla vas je tudi sedež istoimenskega dekanata.

## Kultura

### Gledališče
Južnokoroške poletne igre (Südkärntner Sommerspiele) organizirajo na dvorišču Dobrolskega samostana v mesecu juliju in v avgustu, poseben poudarek je na uprizoritvah komedij. 

### Glasba
- Slovensko prosvetno društvo SRCE
- Godba na pihala Dobrla vas-Sinča vas (Marktkapelle Eberndorf-Kühnsdorf)
- Sing4Fun Chor & Band
- Lovski rogisti Južne Koroške (Jagdhornbläsergruppe Südkärnten)

## Ustanove in društva
- Večjezični zasebni otroški vrtec Mavrica
- Samostanski otroški vrtec Dobrla vas (Stifts Kindergarten Eberndorf)
- Mladinski center Mavrica

## Arhitektura
- cerkev Marijinega vnebovzetja je nekdanja samostanska, danes pa župnijska cerkev, ki ima gotsko kripto pod korom in poznogotsko konstrukcijo zidnih stebrov vzdolžne ladje, plitve oltarne niše in zanimivo oblikovane parapete na galeriji. Zvonik je bil zgrajen šele v 15. stoletju in je robata alpska različica campanila, značilnega za pokrajine oglejskega patriarha v Furlaniji. Zanimive so freske na koru, delo mojstra iz Nonče vasi (Einersdorf) iz zgodnjega 15. stoletja;
- samostan Dobrla vas je bil prvotno zgrajen v prvi polovici 12. stoletja. V letih 1446−1476 sta bila dodana obodni nasip in jarek. Leta 1723 je velik požar močno uničil samostan, današnjo podobo je samostan dobil leta 1751.

## Naravni spomeniki
- Zablaško blato (Sablatnigmoor)

## Šport
- poletno sankališče
- Goselinski ljudski triatlon (konec julija)
- športni klub Sinča vas/Klopinjsko jezero (Sportklub Kühnsdorf/Klopeinersee)
- nogometni klub EAC (Fußballclub EAC), ustanovljen 1958

## Druge prireditve
- Jožefov sejem (Josefimarkt) (marec)
- Praznik salame (avgusta)
- Podjunski adventni sejem (Jauntaler Adventmarkt) (december)
- Ogenj in led na travniku (Feuer & Eis Party, Rohrmeisterwiese), odvisno od snega (december-februar)

## Politika

### Občinski svet
Občinski svet ima 27 članov. Na volitvah leta 2009, je bil neposredno izvoljen župan Gottfried Wedenig, kot kandidat  socialdemokratske stranke. V sedanjem občinskem svetu pa so zastopane sledeče stranke:
- 12 socialdemokrati
- 5 svobodnjaki
- 2 BZÖ
- 4 ljudska stranka
- 4 Enotna lista, TEAMK

## Znane osebnosti, povezane z Dobrlo vasjo
- Ožbalt Gutsman, jezuit, slovenski jezikoslovec in leksikograf
- Rudi Vouk, slovenski odvetnik in politik
- Josef Pfeifer, nekdanji zvezni poslanec in nekdanji župan občine
- Horst Skoff, teniški igralec
- Mimi Malenšek (roj. Konič), slovenska pisateljica
- Simon Ladinig, slovenski duhovnik in teolog
- Jakob Rohrmeister, slovenski duhovnik in kronik